# Rivière du Petit Portage
Rivière du Petit Portage är ett vattendrag i Kanada.   Det ligger i provinsen Québec, i den sydöstra delen av landet, 400 km öster om huvudstaden Ottawa.
I omgivningarna runt Rivière du Petit Portage växer i huvudsak blandskog. Runt Rivière du Petit Portage är det mycket glesbefolkat, med 3 invånare per kvadratkilometer.